# Меловин
Константин Николајевич Бочаров (укр. Костянти́н Микола́йович Бочаро́в, рус. Константи́н Никола́евич Бочаро́в, транслитерировать: Константин Николајевич Бочаров; рођен 11. априла 1997), познатији под пцеудонимом Mélovin (стилизовано као MÉLOVIN), украјински је певач и текстописац. Прославио се након победе у шестој сезони од X-Фактор Украјина.
Представљао је Украјину на песми Евровизије 2018 у Лисабону, Португалија, са песмом "Under the Ladder" (Испод мердевина).

## Детињство и одрастање
Константин је рођен у Одеси од родитеља Николе Бочаров и Валентине Бочарове. Још као дете се интересовао за музику и често наступао у школи. Касније је похађао музичку школу, али је напустио пре него што ју је завршио. На крају се одлучио да похађа драмску школу, где је и дипломирао. Због свог необичног изгледа, другачијег избора музике и генерално интересовања за компоновање, певање и хемију, често је био предмет вршњачког насиља, те како каже "знао је кући да се враћа у модрицама", а ствар се погоршала када је на једном школском фестивалу имтирао Верку Сердјучку,(Андреј Данилко), представницу Украјине на Песми Евровизије 2007, а ни не слути колика ће му Андреј бити подршка у животу касније. Без обзира на све ово, Константин је остао позитиван и насмејан младић, ипак вољен у друштву девојака. .

## Каријера

### 2015—2016:X-Фактор Украјина
Константин се трипут пријављивао на такмичењу Х-Фактор Украјина, али никада се није појавио на телевизији. На крају крајева, прошао је аудицију за шоу у шестој сезони у 2015. години. Пробио се кроз конкуренцију са наступима попут:'Красиво', 'Rolling in the Deep', 'Она вернется'. Након завршетка емисије, отишао је на турнеју по Украјини заједно са другим финалистима. У 2016. години, објавио свој деби сингл "Не одинокая", а затим је уследио и албум Face to face (2016) Hooligan.

### 2017—данас:Евровизија и национални успех
Дана 14. јануара 2017. озваничено је да је Константин један од 23 учесника на на националном избору за Песму Евровизије Vidbir 2017,са песмом "Wonder" (ср. Чудо). Констанин се такмичио у трећој полуфиналној вечери 18. фебруара 2017. године, где је завршио на другом месту и пласирао се у финале. У финалној вечери, пласирао се највише по извору публике, али упркос свему завршио на трећем, на асистирање стручног жирија: Константин Мелаџе, Џамала, и Верка Сердјучка
Следеће године, Константин је најавио повратак на Vidbir те је 16, јануара 2018. године било потврђено да је један од 18 учесника са песмом Under The Ladder. Такмичио се у другом полуфиналу 17. фебруара 2018. године, где се пласирао у финале као учесник који је био у топ 3 све три вечери, пробијајући се на прво место по гласовима публике и друго место по избору жирија: Џамала, Верка Сердјучка, и Еуген Филатов. Победио је у финалу 24. фебруара и то је означило да ће представњати Украјину наПесма Евровизије 2018 у Лисабон, Португалијаl. Пласирао је на 17-том месту на Песма Евровизије 2018 у финалѕ, освојивши свега 11 поена од судија из 43 земље и 113 поена од публике која је гласала широм света. Многи фанови сматрају да је неправедно пласиран и да су му поени украдени, заједно са још пар држава.

## Занимљивости
−Док је још ишао у школу, волео је највише хемију. Касније, то га је подстакло и да премијерно представи свој парфем Black Gas у Лисабону
-Његова највећа испирација је Лејди Гага. Једног дана се нада да ће имати прилику с нјом да отпева неку џез песму.
-Веома је емотивна особа и често све своје емоције подели у окружењу људи где се тренутно налази, а највише воли своје родитеље и фанове
-Има мачку коју је нашао на улици и дао јој име Цитрус и црног лабрадора Плутона
-Обожава цитрусно боће и банане
-Увек је бескрајно захвалан фановима за поклоне које добија у великом броју
-Неколико пута се фарбао, прво у плаву, затим црвену и сада црну
-Препознатлјив је по необичном стилу, који укључује то да носи ексцентрична сочива и то само на једном оку
-Слабо разуме и прича енглески, највише се фокусира на руски језик
-У 2015. години, имао је једну девојку с којом је заједно ишао у Драмску школу
-У 2018. години, најавио је своју турнеју Украјином након повратка са Песме Евровизије
-Има велик фандом широм Европе, захваљујући појавлјивању на Песми Евровизије, и највише прегледа на споту за Under The Ladder од ослалих такмичара

## Дискографија

### Албуми
| Наслов       | Детаљи                                                                   |
| ------------ | ------------------------------------------------------------------------ |
| Face to Face | - Издат: 10 новембар 2017 - Издавачка кућа: UMPG - Формат: дигитално, CD |

### Синглови
| Наслов                                                  | Година | Место на табели | Место на табели | Албум             |
| Наслов                                                  | Година | UKR             | SWE Heat.       | Албум             |
| ------------------------------------------------------- | ------ | --------------- | --------------- | ----------------- |
| "Ne odinokaya (Не одинокая)"                            | 2016   | —               | —               | Non-album singles |
| "Na vzlyot (На взлёт)"                                  | 2016   | —               | —               | Non-album singles |
| "Wonder"                                                | 2016   | —               | —               | Face to Face      |
| "Unbroken"                                              | 2017   | —               | —               | Face to Face      |
| "Hooligan"                                              | 2017   | —               | —               | Face to Face      |
| "Under the Ladder"                                      | 2018   | —               | —               | Non-album singles |
| "That's Your Role"                                      | 2018   | —               | —               | Non-album singles |
| "Z toboyu, zi mnoyu, i hodi (З тобою, зі мною, і годі)" | 2018   | —               | —               | Non-album singles |